# Göta och Nordre älvs dalgångar
Göta och Nordre älvs dalgångar är ett naturreservat i Säve och Rödbo socknar i Göteborgs kommun och i Harestads och Ytterby socknar samt motsvarande den historiska Kungälvs stads område i Kungälvs kommun i Bohuslän.
Området omfattar några ännu oexploaterade delar av älvdalslandskapet invid Göta älv och Nordre älv. Längs stränderna finns en säregen flora och ett rikt fågelliv. Markerna hålls mestadels öppna genom kreatursbete.

Inom området finns även intressanta historiska miljöer. Där finns den medeltida borgruinen på Ragnhildsholmen och fornborgen vid Hakered. Rika lämningar från det gamla Kongahälla finns vid Kastellegården. Mitt för Jordfallet finns spår av en skans samt det sänkverk som danskarna började anlägga i avsikt att slå ut Göteborg som hamnstad på 1600-talet. Längre upp finns längs Göta älv syns Bohus fästning.

Reservatet bildades 1974 och omfattar 821 hektar. Det förvaltas av Västkuststiftelsen och ingår i EU:s ekologiska nätverk av skyddade områden, Natura 2000.